# Copa do Emir do Catar
A copa do Emir de Catar (em árabe: كأس أمير قطر) é um torneio de futebol anual que acontece em Catar. Dividido por eliminatórias, os participantes são os times filiados à Qatar Stars League, a qual se organizou na temporada 1972-73 do país.
O primeiro vencedor foi o Al-Ahli Sports Club, o qual venceu a agremiação Al-Rayyan por 6 a 1. A partir daí, este conquistou mais seis três títulos, porém o Al-Sadd Sports Club é, atualmente, o time com maior número de títulos: doze.

## Temporadas
| Temporada | Ganhador     | Resultado         | Finalista             |
| --------- | ------------ | ----------------- | --------------------- |
| 1972/73   | Al-Ahli Doha | 6 - 1             | Al-Rayyan             |
| 1973/74   | Qatar SC     | 2 - 1             | Al-Sadd               |
| 1974/75   | Al-Sadd      | 4 - 3             | Al-Ahli Doha          |
| 1975/76   | Qatar SC     | 4 - 3             | Al-Arabi              |
| 1976/77   | Al-Sadd      | 1 - 0             | Al-Rayyan             |
| 1977/78   | Al-Arabi     | 5 - 1             | Al-Wakrah SC          |
| 1978/79   | Al-Arabi     | 3 - 1             | Al-Wakrah SC          |
| 1979/80   | Al-Arabi     | 2 - 1             | Al-Khor               |
| 1980/81   | Al-Ahli Doha | 2 - 1             | Qatar SC              |
| 1981/82   | Al-Sadd      | 2 - 1             | Al-Rayyan             |
| 1982/83   | Al-Arabi     | 1 - 0             | Al-Sadd               |
| 1983/84   | Al-Arabi     | 3 - 2             | Al-Ahli Doha          |
| 1984/85   | Al-Sadd      | 2 - 1             | Al-Wakrah SC          |
| 1985/86   | Al-Sadd      | 2 - 0             | Al-Arabi              |
| 1986/87   | Al-Ahli Doha | 2 - 0             | Al-Sadd               |
| 1987/88   | Al-Sadd      | 4 - 3             | Al-Wakrah SC          |
| 1988/89   | Al-Arabi     | 2 - 0             | Qatar SC              |
| 1989/90   | Al-Arabi     | 3 - 0             | Al-Wakrah SC          |
| 1990/91   | Al-Sadd      | 3 - 2             | Al-Arabi              |
| 1991/92   | Al-Ahli Doha | 2 - 1             | Al-Rayyan             |
| 1992/93   | Al-Arabi     | 3 - 0             | Al-Sadd               |
| 1993/94   | Al-Sadd      | 3 -2              | Al-Arabi              |
| 1994/95   | Al-Gharafa   | 2 - 1             | Al-Wakrah SC          |
| 1995/96   | Al-Gharafa   | 5 - 2             | Al Rayyan             |
| 1996/97   | Al-Gharafa   | 1 - 1 (pen 3 - 2) | Al-Rayyan             |
| 1997/98   | Al-Gharafa   | 4 - 3             | Al-Ahli Doha          |
| 1998/99   | Al-Rayyan    | 2 - 1             | Al-Gharafa            |
| 1999/00   | Al-Sadd      | 2 - 0             | Al-Rayyan             |
| 2000/01   | Qatar SC     | 3 - 2             | Al-Sadd               |
| 2001/02   | Al-Gharafa   | 3 - 1             | Al-Sadd               |
| 2002/03   | Al-Sadd      | 2 - 1             | Al Ahly               |
| 2003/04   | Al-Rayyan    | 3 - 2             | Qatar SC              |
| 2004/05   | Al-Sadd      | 0 - 0 (pen 5 - 4) | Al-Wakrah SC          |
| 2005/06   | Al-Rayyan    | 1 - 1 (pen 5 - 4) | Al-Gharafa            |
| 2006/07   | Al-Sadd      | 0 - 0 (pen 5 - 4) | Al-Khor               |
| 2007/08   | Umm-Salal SC | 2 - 2 (pen 4 - 1) | Al-Gharafa            |
| 2008/09   | Al-Gharafa   | 2 - 1             | Al-Rayyan             |
| 2009/10   | Al-Rayyan    | 1 - 0             | Umm-Salal Sports Club |
| 2010/11   | Al-Rayyan    | 2 - 1             | Al-Gharrafa           |
| 2011/2012 | Al-Gharafa   | 0 - 0 (pen 4-3)   | Al-Sadd Sports Club   |
| 2012/13   | Al-Rayyan    | 2 - 1             | Al-Sadd Sports Club   |
| 2013/14   | Al-Sadd      | 3 - 0             | Al-Sailiya            |
| 2014/15   | Al-Sadd      | 2 - 1             | El Jaish              |
| 2015/16   | Al-Duhail    | 2 - 2 (pen 4-2)   | Al-Sadd               |
| 2016/17   | Al-Sadd      | 2 - 1             | Al-Rayyan             |
| 2018/19   | Al-Duhail    | 2 - 1             | Al-Rayyan             |
| 2019/20   | Al-Duhail    | 4 - 1             | Al-Sadd               |
| 2020/21   | Al-Sadd      | 2 - 1 (pen 5-4)   | Al-Arabi              |
| 2021/22   | Al-Sadd      | 1 - 1             | Al-Rayyan             |
| 2022/23   | Al-Duhail    | 5 - 1             | Al-Gharafa            |

## Estatísticas
| Clube                 | Nº de títulos          |
| --------------------- | ---------------------- |
| Al Sadd               | 18                     |
| Al Arabi              | 8                      |
| Al-Gharrafa           | 7 (5 como Al-Ittihad)  |
| Al Rayyan             | 6                      |
| Al-Duhail             | 5 (1 como Lekwiya)     |
| Al Ahli               | 4                      |
| Qatar SC              | 2 (2 como Al-Esteqlal) |
| Umm-Salal Sports Club | 1                      |